# Robin Hood, der Freiheitsheld
Robin Hood, der Freiheitsheld (Originaltitel:  A Challenge for Robin Hood) ist ein britischer Abenteuerfilm aus dem Jahr 1967 von C. M. Pennington-Richards. Das Drehbuch stammt von Peter Bryan. Es beruht auf den Geschichten über den englischen Sagenhelden Robin Hood. In den Hauptrollen sind Barrie Ingham, John Arnatt, Gay Hamilton und James Hayter zu sehen. Zum ersten Mal ins Kino kam der Film im Juli 1967 in Großbritannien. In der Bundesrepublik Deutschland hatte er seine Premiere am 9. Februar 1968.

## Handlung
Robin de Courtenay wird von seinem Cousin Roger um sein Erbe betrogen und muss mit dem Bruder Tuck, dem Priester und Beichtvater der Familie Courtenay, in die Wälder von Sherwood fliehen. Aber obwohl Robin (in diesem Film!) normannischer Abstammung ist, kann er – nicht zuletzt dank seiner Schießkunst – unter dem Namen Robin Hood die Führerrolle bei den aufständischen Sachsen übernehmen. Der König von England, Richard Löwenherz, ist in Deutschland auf seiner Rückreise von einem Kreuzzug  gefangen genommen worden, und der böse John regiert das Land, saugt es aus und lässt alle ihm Missliebigen ermorden. Einer seiner Helfer ist der hinterlistige Sheriff von Nottingham. Robin befreit die gefangene Lady Marion Fitzwarren, der Vetter wird getötet und der habgierige Sheriff muss fliehen. Am Ende werden Robin und Marian ein Paar. Aber der Kampf gegen die falsche Obrigkeit geht weiter, bis einst König Richard in die Heimat zurückgekehrt sein wird.

## Kritiken
Das Lexikon des internationalen Films bemerkt lapidar, bei dem Werk handle es sich um ein „erfrischend inszeniertes Historienabenteuer mit witzigen Dialogen“. Auch der Evangelische Film-Beobachter gelangt zu einem lobenden Urteil: „Ein unterhaltsamer Abenteuerfilm guter Qualität. Reiten, Fechten und Bogenschießen und nicht zuletzt die Späße von Bruder Tuck lassen das Publikum bei dieser leichten Kost mitgehen und sich erfreuen. Für Freunde des Genres ab 12 Jahren.“ Das Dirk Jasper FilmLexikon zieht folgendes Fazit: „Ungewöhnliche Plot-Twists lassen diesen Mantel-und-Degen-Film zu einer der spannendsten Varianten aller Robin-Hood-Verfilmungen werden.“